# Most kolejowy nad Woliborką w Nowej Rudzie
Most kolejowy nad Woliborką w Nowej Rudzie – wzniesiony w latach 1879–1880 nad potokiem Woliborka w Nowej Rudzie najwyższy most kolejowy w ówczesnych Niemczech. Poprowadzony po łuku na linii kolejowej nr 286 Kłodzko – Wałbrzych nazywany jest przez noworudzian Czarnym mostem. Wysokość od osi toru do powierzchni lustra wody potoku wynosi 36 m. Na dwóch kamiennych pylonach położono dwie nitowane stalowe konstrukcje o długości 148 m. Jedną z nich zdjęto w 1993, aby zmniejszyć ciężar.